# علي هادي
علي هادي محسن (1 يونيو 1967- 12 يونيو 2020) لاعب كرة قدم عراقي دولي سابق ومدرب المنتخب العراقي للناشئين.

## مشواره المهني
لعب لصالح نادي العهد، موسم "1997- 1998"، كما لعب في لبنان لأندية الصفاء، وشبيبة المزرعة.
تنقل بين عدة أندية عراقية، أبرزها الزوراء، والطلبة، والجيش، قبل الانتقال للتدريب، حيث درّب منتخب العراق للناشئين، وفرقًا عدة مثل السماوة، والكرخ، والطلبة، وزاخو الذي كان يرأس جهازه الفني عند وفاته.

## وفاته
أصيبَ بكوفيد-19، بعدما ظهرت عليه الأعراض، في 4 يونيو 2020 وثبوت الفحوص المخبرية، ليُنقل على إثرها إلى أحد المستشفيات ووضعه بالحجر الصحي.
توفي في 12 يونيو 2020 عن عمر ناهز 53 عامًا.

## ردود الأفعال على وفاته
- رئيس الاتحاد الآسيوي الشيخ سلمان بن إبراهيم آل خليفة نعاه قائلا « المسيرة المتميزة للفقيد كلاعب ومدرب ترك بصمات إيجابية في العديد من المنتخبات والأندية العراقية، داعيا الله أن يتغمده بواسع رحمته ويسكنه فسيح جناته ويلهم أهله ومحبيه الصبر وحسن العزاء.[6]»
- الاتحاد العراقي لكرة القدم « "بقلوب مؤمنة بقضاء الله وقدره.. تتقدم الهيئة التطبيعية لاتحاد كرة القدم العراقي بأحر التعازي إلى الوسط الرياضي لوفاة المدرب الكروي علي هادي بعد إصابته بفيروس كورونا.. تغمد الله فقيد الرياضة العراقية بواسع رحمته وألهم أهله وذويه الصبر والسلوان".»
- وزير الشباب والرياضة العراقي عدنان درجال « أتقدم بأحر عبارات التعازي والمواساة إلى عائلة الفقيد اللاعب الدولي السابق والمدرب علي هادي، وإلى الأوساط الرياضية برحيله جراء إصابته بجائحة فيروس كورونا المستجد، داعيا الباري عز وجل أن يتغمد المرحوم بواسع رحمته ويلهم أهله وذويه الصبر والسلوان.. إنا لله وإنا إليه راجعون"[7]»
- رئيس الاتحاد السابق حسين سعيد «"أحر التعازي وعظيم المواساة لعائلة الأخ العزيز الكابتن علي هادي، الذي وافاه الأجل هذا اليوم بعد إصابته بفيروس كورونا.. الكابتن علي هادي رحل شجاعا ومطالبا بحقوق شعبه.. وصوتا صادحا لا يعرف الخوف والمجاملة، اللهم ارحمه ووسع قبره واجعله روضة من رياض الجنة، إنك سميع مجيب".»
- اللاعب الدولي السابق عباس عبيد«اللهم لا نعلم منه إلا خيرا وأنت أرحم الراحمين»

- المدرب سعد حافظ «وإذا كنتم تريدون الحق الثابت فابحثوا عنه في غير هذه الدنيا الفانية.. رحمة الله تعالى عليك، صدمة كبيرة.»